# Halesowen and Rowley Regis
Pour l’article homonyme, voir Burton.
Circonscription parlementaire de la Chambre des communes
La circonscription de Halesowen and Rowley Regis  est une circonscription située dans le West Midlands, et représentée à la Chambre des communes du Parlement britannique.

## Géographie
La circonscription comprend :
- Les villes de Rowley Regis, Blackheath, Old Hill, Cradley Heath et Halesowen
- La banlieue de Hasbury du district métropolitain de Dudley

## Députés
Les Members of Parliament (MPs) de la circonscription sont :
| Législature                                                                  | Années       | Député | Député      | Parti        |
| ---------------------------------------------------------------------------- | ------------ | ------ | ----------- | ------------ |
| Halesowen and Rowley Regis issue de Halesowen and Stourbridge et Warley West |              |        |             |              |
| 52e                                                                          | 1997–2001    |        | Sylvia Heal | Travailliste |
| 53e                                                                          | 2001–2005    |        | Sylvia Heal | Travailliste |
| 54e                                                                          | 2005–2010    |        | Sylvia Heal | Travailliste |
| 55e                                                                          | 2010–2015    |        | James Moris | Conservateur |
| 56e                                                                          | 2015–2017    |        | James Moris | Conservateur |
| 57e                                                                          | 2017–2019    |        | James Moris | Conservateur |
| 58e                                                                          | 2019–Présent |        | James Moris | Conservateur |

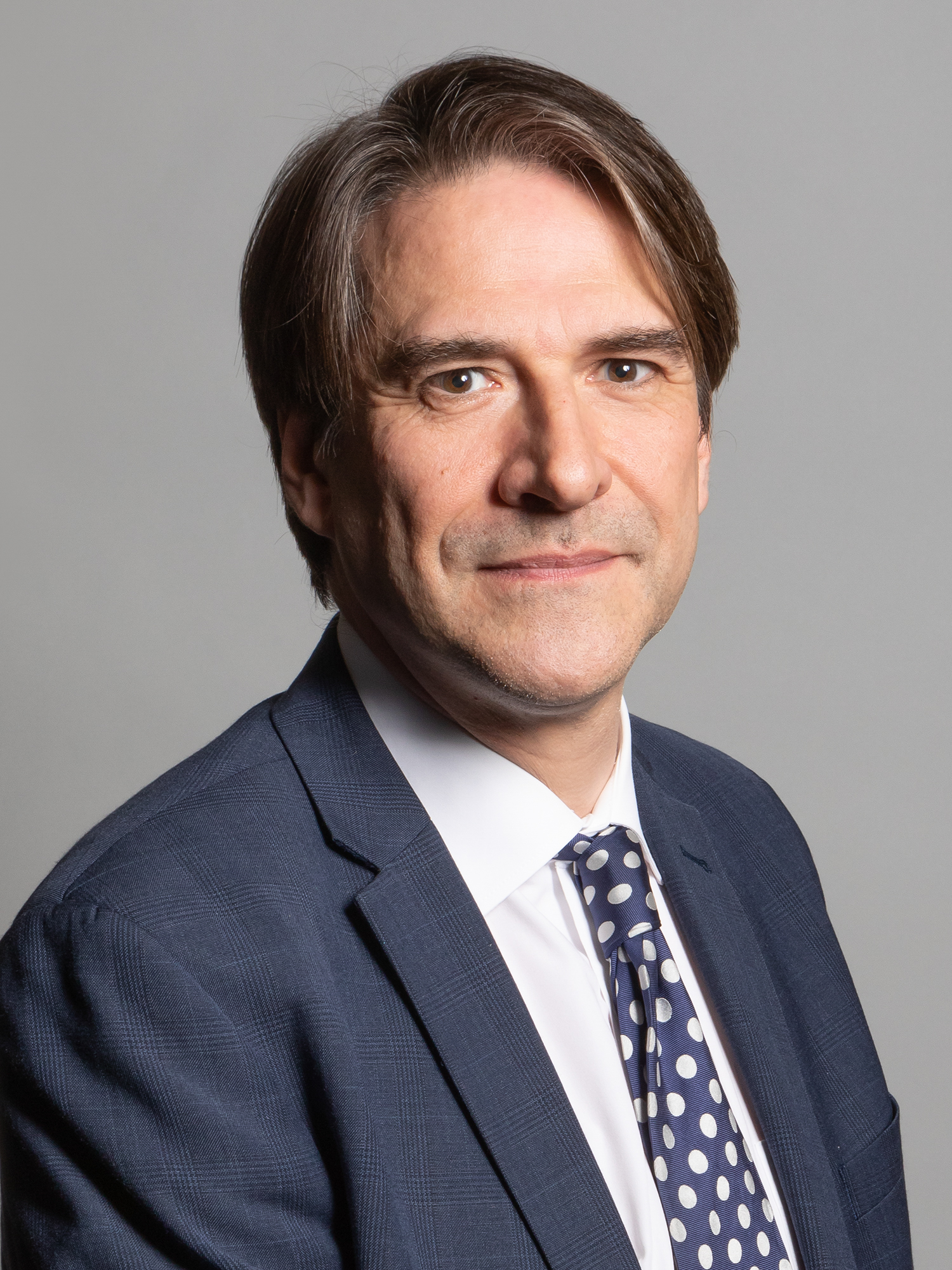
James Morris (2010-en cours)